# Enzo Gaggi
Enzo Gaggi (Rafaela, 14 gennaio 1998) è un calciatore argentino, centrocampista del Gimnasia (M).

## Caratteristiche tecniche
È un centrocampista centrale interno.

## Carriera
Ha giocato nella prima divisione dei campionati argentino, greco ed ecuadoriano.